# Papa Murphy's Park
O Papa Murphy's Park é um estádio localizado em Sacramento, Califórnia, Estados Unidos, possui capacidade total para 11.569 pessoas, é a casa do time de futebol Sacramento Republic FC que joga na USL Championship, também costuma receber jogos da seleção dos Estados Unidos de rugby, o estádio foi inaugurado em 2014.